# Satilgan
Satilgan ibn Nur Devlet  (tatarsko Satılğan, Satılgan, ساتيلغان) je bil sin kasimskega sultana Nur Devleta in po očetovi smrti od leta 1491 do 1506 vladar Kasimskega kanata, * ni znano, † okoli 1506.
Leta 1491 je podprl akcije krimskega kana Menglija I. Geraja in vodil skupno akcijo ruskih, kasimskih in kazanskih čet proti stepskim kneževinam Velike horde.
V pogodbi, sklenjeni 19. avgusta 1496 med velikim knezom Ivanom Vasilijevičem Rjazanskim in njegovim bratom knezom Fedorjem Vasilijevičem Carevičevim je omenjen davek (jasak) carjeviča Satilgana, ki ga je kasimski carjevič  plačal rjazanskemu knezu. To pomeni, da je v Kasimskem kanatu vladal že v času, ko je bil njegov oče še živ.
Najmanj  od julija 1501 do avgusta 1503 je bil v priporu v Moskvi. Po očetovi smrti so ga očitno izpustili, ker je maja 1504 spet vladal v Kasimovu.
Med vojno s Kazanom leta 1505–1507 je skupaj z bratom Džanajem poveljeval tatarskemu konjeniškemu polku kot delu ruske vojske.